# 賀代姫
賀代姫（かよひめ、嘉永元年（1848年） - 慶応元年（1865年）6月）は、阿波徳島藩第13代藩主・蜂須賀斉裕の長女。越前福井藩第17代藩主・松平茂昭の正室（入輿なし）。

## 生涯
嘉永元年（1848年）、徳島藩第13代藩主・蜂須賀斉裕と正室・鷹司標子（関白・鷹司政通の娘）の長女として 江戸の徳島藩邸で生まれる。斉裕の側室・山村氏を母とする説もある。兄弟には蜂須賀茂韶、倫子（鷹司輔政正室、実父は蜂須賀隆芳）がいる。
その後、福井藩第17代藩主・松平茂昭と婚約したが、結婚する前の慶応元年（1865年）に労咳のため没する。享年18。賀代姫の治療には徳島藩の典医である関寛斎が診ていた。また、賀代姫が亡くなった後、茂昭は久我建通の娘・ 幸子を継室に迎えている。墓所は徳島県徳島市下助任町にある興源寺。